# Канастеро кактусовий
Канасте́ро кактусовий (Pseudasthenes cactorum) — вид горобцеподібних птахів родини горнерових (Furnariidae). Ендемік Перу.

## Опис
Довжина птаха становить 15 см. Тім'я і спина сірувато-коричневі. ГГорло біле з невеликою жовтою плямою. Живіт білуватий. Хвіст темний, крайні стернові пера руді.

## Поширення і екологія
Кактусові канастеро мешкають на західних схилах Анд, від Ла-Лібертада і Ліми на південь до Арекіпи. Вони живуть в сухих і високогірних чагарникових і кактусових заростях. Зустрічаються поодинці або парами, на висоті від 100 до 2400 м над рівнем моря. Живляться комахами, гусінню і плодами кактусів.